# Bacan
Bacan, en indonésien pulau Bacan (prononciation batchane), est une île de la province indonésienne des Moluques du Nord. Elle est séparée de la péninsule sud-ouest de l'île de Halmahera par le détroit de Patinti. Au nord se trouvent les îles de  Kayoa, Makian, Ternate et Tidore.

## Géographie
Sa superficie est d'environ 1 800 km2 et sa population d'environ 13 000 habitants. La principale ville de Bacan est Labuha sur la côte ouest de l'île. Non loin se trouve la ville d'Amasing.
Le sud de l'île est montagneux et culmine à 2 111 m.
Bacan  a donné son nom à l'archipel environnant. Celui-ci est composé, outre l'île éponyme, des îles Kasiruta, Latalata et Muari situées au nord-ouest,  et, à l'ouest, des îles Mandioli et Obit. L'archipel dénombre quelque quatre-vingt autres îles. Administrativement, l'archipel dépend du kabupaten de Halmahera sud (en indonésien Halmahera Selatan), dans la province des Moluques du Nord.

## Langue et population
L'intérieur de Bacan est peu peuplé. Les habitants des côtes ne sont pas indigènes. Ils sont Sirani (de nasrani, « chrétien » en malais, se disant descendants de Portugais), Malais, Papous et immigrants d'autres îles.
La langue des habitants de Bacan est une forme de malais qui comptait 2 500 locuteurs en 1991. Il n'y aurait pas de trace d'une langue indigène antérieure. La rupture des liens avec Bornéo, d'où le malais avait été introduit, résulterait de l'intervention portugaise à Bacan en 1515.

## Histoire
Bacan était autrefois un sultanat qui, avec ceux de Jailolo (dans l'île de Halmahera), Ternate et Tidore formaient les "quatre piliers" symbolisant l'unité et la complétude des Moluques.
L'intérêt des Européens pour Bacan tenait à sa position stratégique permettant le contrôle du commerce des épices, qui fleurissait à Ternate, Tidore et Halmahera. L'île n'avait pas de ressources intéressantes par elle-même. 
Le roi de Bacan se convertit au catholicisme en 1557. Il se reconvertit à l'islam quelques années plus tard. En 1558, les Portugais construisent un fort dans l'île.
En 1609, la Compagnie néerlandaise des Indes orientales prend le fort. En 1882, les Hollandais entreprennent d'exploiter l'île, sans succès, en raison de la pauvreté des sols et du manque de main d'œuvre. En 1889, ils remplacent la monarchie par un conseil de chefs traditionnels sous leur contrôle.

## Galerie

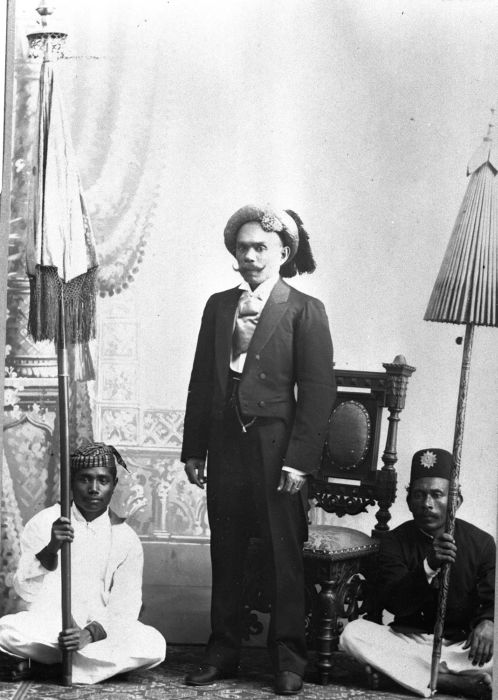
Le sultan de Bacan (vers 1900)
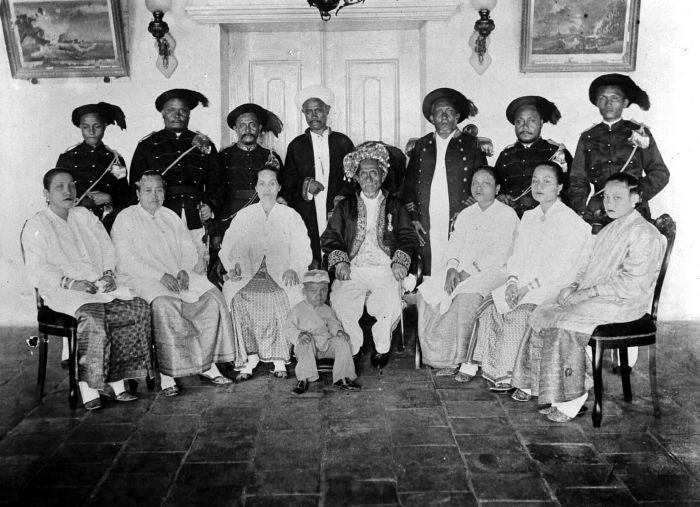
Le prince de Bacan entouré de sa famille
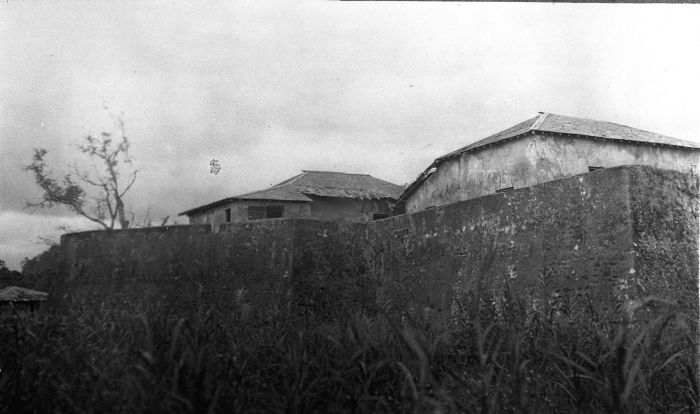
Le fort Barneveld
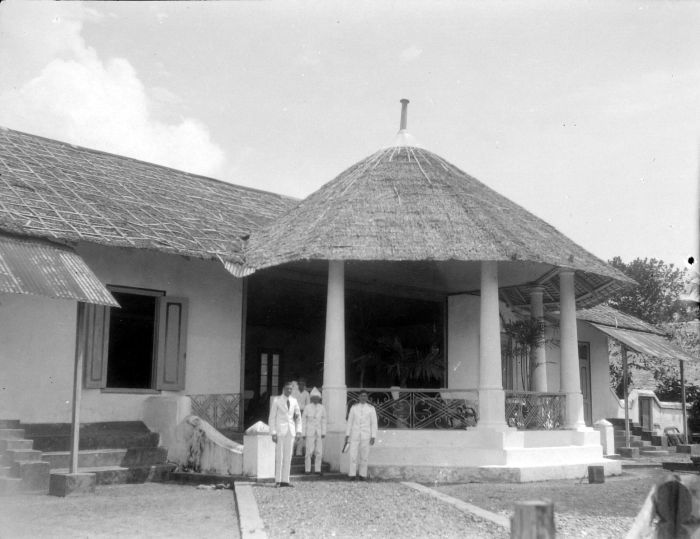
Le palais du sultan de Bacan en 1935